# خورخي دياث (كاتب)
خورخي دياث ‏ (1962 في لقنت - ) كاتب، وكاتب سيناريو، وكاتب تلفزيوني، وصحفي من إسبانيا.

## الجوائز
- جائزة بلانيتا[7]